# دورسن جی۶۰اس
دورسن جی۶۰ اس یک خودروی کراس اوور جمع‌وجور (CUV) است که توسط سازنده چینی دورسن از سال ۲۰۱۹ تولید می‌شود.

## بررسی اجمالی

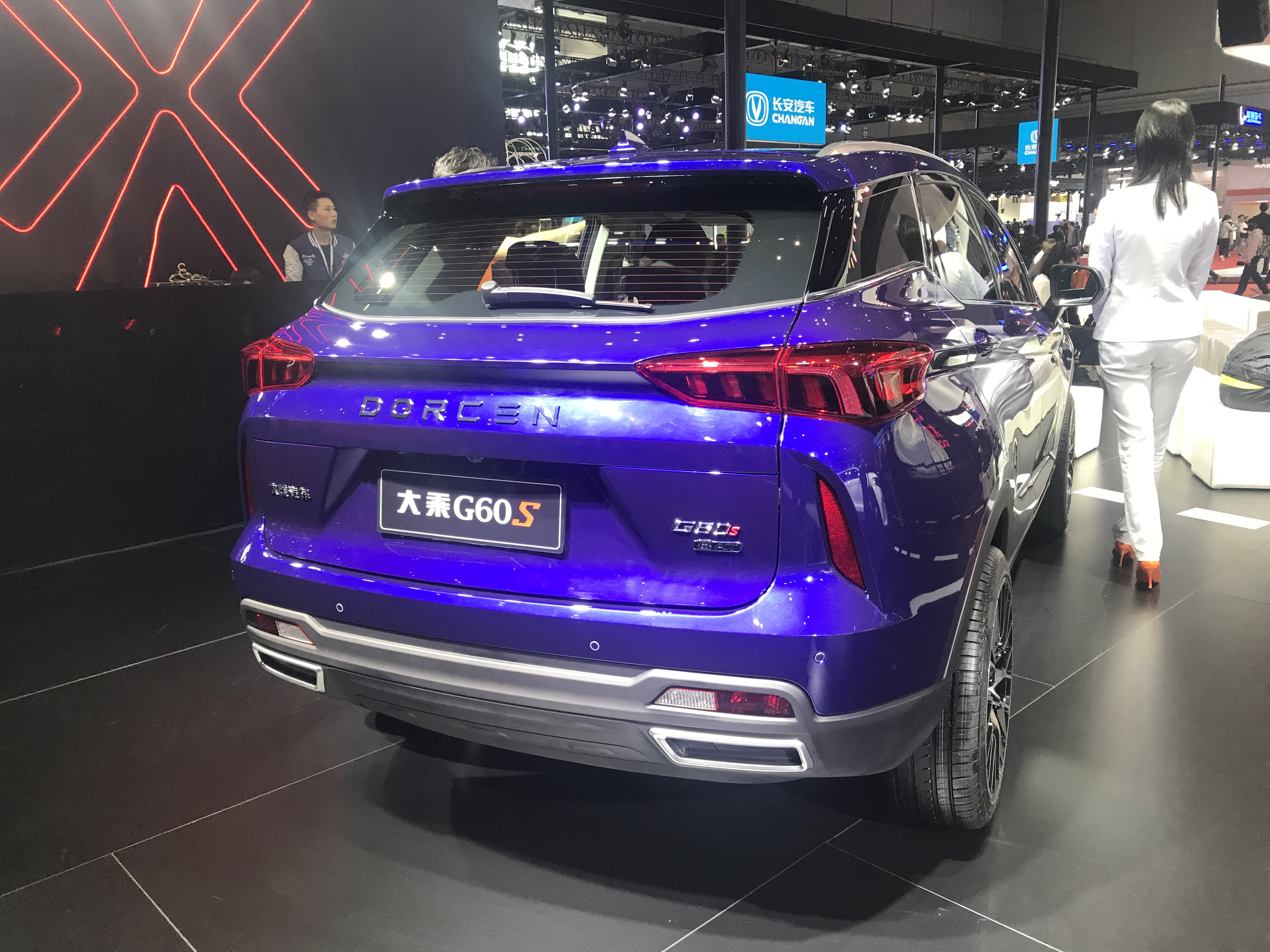
دورسن جی۶۰ اس از عقب

دورسن جی۶۰ اس در اولین برند در سال ۲۰۱۸ معرفی شد در حالی که دورسن ادعا می‌کند یک برند مستقل است، محصولات دورسن آشکارا بر اساس محصولات زوتی ساخته شده‌اند، با دورسن جی۶۰ اس بر اساس هن‌نتگ ایکس ۵ کراس اوور جمع و جور از هن نتگ، یک برند فرعی متعلق به زوتی.
نسخه تولیدی دورسن جی۶۰ اس در ژانویه ۲۰۱۹ عرضه شد و از موتور ۱٫۵ لیتری توربو چهار خطی بنزینی با کد JT15T به اشتراک گذاشته شده با Zotye Domy X5 با تولید ۱۵ نیرو بهره می‌برد. hp (110 kW)/5500rpm با گشتاور ۲۱۵N·m/1700-4500rpm. گزینه‌های گیربکس شامل گیربکس ۶ سرعته دستی و گیربکس ۸ سرعته نیمه اتوماتیک است.